# Кунов, Алексей Романович
Алексей Романович Кунов (1933, Ольховка, Центрально-Чернозёмная область — 17 апреля 2009) — советский военный дирижёр, майор, один из основателей первого на Дальнем Востоке народного оперного театра (Комсомольск-на-Амуре), Заслуженный работник культуры РСФСР.

## Биография
С детства приобщился к песенному и музыкальному творчеству, самостоятельно научился играть на гитаре. После окончания 7 классов по рекомендации школы без конкурса был принят в театрально-музыкальное училище г. Улан-Удэ. По окончании училища по направлению военкомата поступил на дирижёрский факультет Ленинградской консерватории; в 1956 г. в составе факультета переведён в Московскую консерваторию. С 1957 г. по окончании института военных дирижёров (тогда — один из факультетов Московской консерватории) служил военным дирижёром в бригаде строящихся подводных лодок (Тихоокеанский флот, г. Комсомольск-на-Амуре). В 1950-е — 1980-е годы руководимый им духовой военный оркестр был заметным явлением в музыкальной жизни Комсомольска-на-Амуре.
В 1961 г., используя возможности руководимого им оркестра, организовал народный оперный театр, который просуществовал до 1988 г.
Вышел в отставку в звании майора.